# 소니아 코울링
소니아 코울링(태국어: ซอนย่า คูลลิ่ง, 영어: Sonia Couling, 1974년 6월 18일 ~ )은 태국의 배우, 모델이며, 예명 핌(태국어: พิม, 영어: Pim 또는 Phim)으로도 알려져 있다. 영국인 아버지와 태국인 어머니에게서 태어났다. 태국어와 영어를 유창하게 구사한다. 13살 때 모델로서 연예계 활동을 시작했다.

## 영화
- 2011년 라르고 윈치 2 (The Burma Conspiracy, Largo Winch (Tome 2)) : 왕
- 2012년 Blood and High Heels : 로스 레드
- 2012년 더 마크 (The Mark) : 다오
- 2013년 더 마크 2 (The Mark: Redemption) : 다오
- 2013년 방콕 크리미널 (A Stranger in Paradise) (제작/기획/배우) : 크리스
- 2014년 글로리 데이즈 (Glory Days) : 탬미
- 2015년 스트라이크 백 시즌 5 (Strike Back : Legacy) : 라완